# مسابقات جهانی ژیمناستیک ریتمیک ۱۹۷۱
مسابقات جهانی ژیمناستیک ریتمیک ۱۹۷۱ پنجمین دوره مسابقات جهانی ژیمناستیک ریتمیک است که در هاوانا، کوبا از ۱۰ تا ۱۱ نوامبر ۱۹۷۱ میلادی برگزار شده‌است.

## کشورهای شرکت کننده
۳۹ ورزشکار از ۱۵ کشور - بلغارستان, شوروی, کوبا, مجارستان, چکسلواکی, کره شمالی, رومانی, ژاپن, نیوزیلند, دانمارک, آلمان غربی, کانادا, مکزیک, سوئد و ایتالیا.

## جدول مدال‌ها
| رتبه | کشور               | طلا | نقره | برنز | مجموع |
| ۱    | بلغارستان          | ۴   | ۲    | ۲    | ۸     |
| ۲    | اتحاد جماهیر شوروی | ۱   | ۵    | ۴    | ۱۰    |
| ۳    | کره شمالی          | ۱   | ۱    | ۰    | ۲     |
| ۴    | ایتالیا            | ۰   | ۰    | ۱    | ۱     |